# Cerianthus profundus
Cerianthus profundus är en korallart som beskrevs av Andrès 1881. Cerianthus profundus ingår i släktet Cerianthus och familjen Cerianthidae. Inga underarter finns listade i Catalogue of Life.